# Ornithogaleae
Ornithogaleae es una tribu de plantas escilóideas de la familia de las asparagáceas.
Ornithogaleae está distribuida en Europa, el oeste de Asia y África. Se caracterizan por tener el androceo con tres estambres aplanados y con apéndices, las semillas aplanadas y angulosas, con la testa firmemente adherida. Los números cromosómicos básicos van desde n=2 a n=10. Esta tribu incluye a los géneros Ornithogalum, Albuca, Dipcadi y Pseudogaltonia. 

## Géneros
- Albuca L.
- Avonsera Speta =~ Ornithogalum L.
- Battandiera Maire = Ornithogalum L.
- Cathissa Salisb. =~ Ornithogalum L.
- Coilonox Raf. =~ Ornithogalum L.
- Dipcadi Medik.
- Eliokarnos Raf. =~ Ornithogalum L.
- Elsiea F. M. Leight. = Ornithogalum L.
- Galtonia Decne. =~ Ornithogalum L.
- Honorius Gray =~ Ornithogalum L.
- Igidia Speta = Albuca L.
- Lindneria T. Durand & Lubbers = Pseudogaltonia (Kuntze) Engl.
- Loncomelos Raf. =~ Ornithogalum L.
- Melomphis Raf. =~ Ornithogalum L.
- Neopatersonia Schönland =~ Ornithogalum L.
- Ornithogalum L.
- Pseudogaltonia (Kuntze) Engl. ~
- Stellarioides Medik. =~ Albuca L.
- Uropetalon Burch. ex Ker Gawl. = Dipcadi Medik.
- Zahariadia Speta =~ Ornithogalum L.